# Copa Espírito Santo de Futebol
De Copa Espírito Santo de Futebol is de staatsbeker voor voetbalclubs uit de Braziliaanse staat Espírito Santo. De competitie werd georganiseerd door de FES. De kampioen plaatste zich voor de Copa do Brasil van het daaropvolgende jaar, sinds 2015 plaats de winnaar zich  voor de Copa Verde van het daaropvolgende jaar.

## Winnaars
- 2003 -  Estrela do Norte
- 2004 -  Estrela do Norte
- 2005 -  Estrela do Norte
- 2006 -  Vilavelhense
- 2007 -  Jaguaré
- 2008 -  Desportiva Capixaba
- 2009 -  Vitória
- 2010 -  Vitória
- 2011 -  Real Noroeste
- 2012 -  Desportiva Ferroviária
- 2013 -  Real Noroeste
- 2014 -  Real Noroeste
- 2015 -  Espírito Santo
- 2016 -  Rio Branco
- 2017 -  Atlético Itapemirim
- 2018 -  Vitória
- 2019 -  Real Noroeste
- 2020 - Geannuleerd vanwege de coronapandemie
- 2021 -  Nova Venécia
- 2022 -  Vitória
- 2023 -  Serra
- 2024 -  Porto Vitória